# Hagerstown (Indiana)
Hagerstown – miasto w Stanach Zjednoczonych, w stanie Indiana, w hrabstwie Wayne.